# Protozoologia
La protozoologia è una branca della zoologia che si occupa dello studio dei protozoi, organismi unicellulari (secondo alcuni biologi anche pluricellulari), eucarioti ed eterotrofi, appartenenti al regno dei protisti.
Padre della protozoologia è considerato essere Antoni van Leeuwenhoek, ottico e naturalista olandese che, alla fine del XVII secolo, grazie ad una serie di migliorie da lui applicate ai propri microscopi e compiendo con questi una vasta serie di osservazioni sperimentali sui liquidi più diversi, rilevò in questi ultimi la presenza di una grande quantità di «animaletti», dando origine non solo, come detto, alla protozoologia, ma anche alla batteriologia.
Con i progressi compiuti nella comprensione delle relazioni presenti nella storia evoluzionistica degli eucarioti, questo termine è oggi divenuto obsoleto. L'Associazione dei protozoologi (in inglese Society of Protozoloogists), fondata nel 1947, ad esempio, nel 2005 è stata ribattezzata Associazione Internazionale dei protistologi (in inglese International Society of Protistologists). Va comunque detto che, in alcuni casi, il termine è ancora utilizzato, ad esempio nella rivista di settore polacca Acta Protozoologica.